# Pseudicius modestus
Pseudicius modestus är en spindelart som beskrevs av Simon 1885. Pseudicius modestus ingår i släktet Pseudicius och familjen hoppspindlar. Inga underarter finns listade i Catalogue of Life.